# Marc Bernal
Marc Bernal Casas (Berga, 26 mei 2007) is een Spaanse voetballer die doorgaans speelt als verdedigende middenvelder. Hij stroomde door vanuit de jeugdopleiding van FC Barcelona.

## Clubcarrière

### Jeugd
Benal komt uit Berga en speelde bij lokale clubs CE Berga en Gimnàstic Manresa in Catalonië. Op zesjarige leeftijd trad hij toe tot de jeugdacademie La Masia van FC Barcelona en tekende op 23 juni 2023 zijn eerste professionele contract, dat loopt tot medio 2026. Hij maakte zijn senior- en professionele debuut bij Barça Atlètic in een 1–0 nederlaag in de Primera Federación tegen Logroñés CF op 27 augustus 2023.

### FC Barcelona

#### 2024–25
Op 17 augustus 2024 debuteerde hij in een uitwedstrijd in de Primera División tegen Valencia CF in het Estadio Mestalla, in een wedstrijd die met 1-2 werd gewonnen. Op 27 augustus 2024, in een wedstrijd tegen Rayo Vallecano, scheurde Bernal zijn voorste kruisband, waardoor hij voor de rest van het seizoen was uitgeschakeld.

## Clubstatistieken
| Club          | Seizoen    | Competitie         | Competitie | Competitie | Competitie | Beker | Beker | Beker | Internationaal | Internationaal | Internationaal | Totaal | Totaal | Totaal |
| Club          | Seizoen    | Competitie         | Wed.       | Dlp.       | Ass.       | Wed.  | Dlp.  | Ass.  | Wed.           | Dlp.           | Ass.           | Wed.   | Dlp.   | Ass.   |
| ------------- | ---------- | ------------------ | ---------- | ---------- | ---------- | ----- | ----- | ----- | -------------- | -------------- | -------------- | ------ | ------ | ------ |
| Barça Atlètic | 2023/24    | Primera Federación | 27         | 2          | 0          | 0     | 0     | 0     | 4              | 0              | 0              | 31     | 2      | 0      |
| FC Barcelona  | 2024/25    | Primera División   | 2          | 0          | 0          | 0     | 0     | 0     | 0              | 0              | 0              | 2      | 0      | 0      |
| Clubtotaal    | Clubtotaal | Clubtotaal         | 29         | 0          | 0          | 0     | 0     | 0     | 4              | 0              | 0              | 33     | 2      | 0      |
| Totaal        | Totaal     | Totaal             | 29         | 0          | 0          | 0     | 0     | 0     | 4              | 0              | 0              | 33     | 2      | 0      |

Laatste update is bijgewerkt t/m 24 augustus 2024.

## Speelstijl
Bernal is een veelzijdige linkspoot die voornamelijk als verdedigende middenvelder speelt, maar indien nodig ook in een meer aanvallende rol kan opereren. Hij beschikt over een robuust postuur en uitstekende passvaardigheden, en blijft kalm onder druk, waarbij hij nauwkeurige passes aflevert. Zijn speelstijl en vermogen om het tempo van het spel te controleren, worden vaak vergeleken met die van Sergio Busquets, die bekendstaat om zijn kalmte, intelligentie aan de bal en zijn vermogen om het spel vanuit een diepere positie te dicteren.